# Consejería de Innovación, Ciencia y Empresa de la Junta de Andalucía
La Consejería de Innovación, Ciencia y Empresa(CICE) fue una consejería que formó parte de la Junta de Andalucía. Su último consejero y máximo responsable fue Martín Soler Márquez. Esta consejería aunaba las competencias autonómicas referidas a investigación, ciencia, tecnología y universidades. Tenía su sede en la Isla de la Cartuja de Sevilla.
En 2010 fue suprimida y sus competencias integradas en la nueva consejería de Economía, Innovación y Ciencia.

## Entes adscritos a la consejería
- Agencia Andaluza de Evaluación de la Calidad y Acreditación Universitaria (AGAE)
- Agencia de Innovación y Desarrollo de Andalucía (IDEA)
- Agencia Andaluza de la Energía
- * Cartuja 93